# Dryophthorus
Genre
Dryophthorus est un genre de coléoptères de la famille des Dryophthoridae défini par l'entomologiste allemand Ernst Friedrich Germar (1786-1853).

## Liste d'espèces
Selon Catalogue of Life (31 août 2014) :
- Dryophthorus alluaudi
- Dryophthorus americanus
- Dryophthorus armaticollis
- Dryophthorus assimilis
- Dryophthorus atomus
- Dryophthorus bituberculatus
- Dryophthorus brevipennis
- Dryophthorus brevis
- Dryophthorus cocosensis
- Dryophthorus corticalis
- Dryophthorus crassus
- Dryophthorus crenatus
- Dryophthorus curtus
- Dryophthorus declivis
- Dryophthorus distinguendus
- Dryophthorus ecarinatus
- Dryophthorus excavatus
- Dryophthorus forestieri
- Dryophthorus fuscescens
- Dryophthorus gravidus
- Dryophthorus guadeloupensis
- Dryophthorus homoeorhynchus
- Dryophthorus insignis
- Dryophthorus insignoides
- Dryophthorus kauaiensis
- Dryophthorus laticauda
- Dryophthorus lymexylon
- Dryophthorus modestus
- Dryophthorus muscosus
- Dryophthorus nanus
- Dryophthorus nesiotes
- Dryophthorus oahuensis
- Dryophthorus peles
- Dryophthorus pusillus
- Dryophthorus quadricollis
- Dryophthorus setulosus
- Dryophthorus squalidus
- Dryophthorus trichocerus
- Dryophthorus tricuspis
- Dryophthorus verticalis

Selon ITIS (31 août 2014) :
- Dryophthorus americanus Bedel, 1885
- Dryophthorus brevipennis Perkins, 1900
- Dryophthorus crassus Sharp, 1878
- Dryophthorus declivis Sharp, 1878
- Dryophthorus distinguedus Perkins, 1900
- Dryophthorus fuscesens Perkins, 1900
- Dryophthorus gravidus Sharp, 1878
- Dryophthorus homoeorhynchus Perkins, 1900
- Dryophthorus insignis Sharp, 1878
- Dryophthorus insignoides Perkins, 1900
- Dryophthorus kauaiensis Perkins, 1900
- Dryophthorus modestus Sharp, 1878
- Dryophthorus nesiotes Perkins, 1900
- Dryophthorus oahuensis Perkins, 1900
- Dryophthorus peles Perkins, 1900
- Dryophthorus pusillus Sharp, 1878
- Dryophthorus squalidus Sharp, 1878
- Dryophthorus verticalis Perkins, 1900